# Hans Centmayer
Hans Centmayer (* 21. Dezember 1903 in Obermaxfeld, heute Königsmoos; † 14. Oktober 1991 in Rothenburg ob der Tauber) war ein deutscher Politiker der CSU. Von 1946 bis 1950 gehörte er dem Bayerischen Landtag als Abgeordneter an.

## Leben und Beruf
Hans Centmayer besuchte von 1923 bis 1925 die Landwirtschaftsschule in Neuburg an der Donau. Danach war er Gutsverwalter und Gutsinspektor in Norddeutschland sowie in der Nähe von Düsseldorf. Dort kam er mit der rheinischen Industrie in Verbindung. 1940 pachtete er das Gut Wildbad bei Rothenburg ob der Tauber, welches 1956 in seinen Besitz kam. Er führte das Gut noch bis 1968.
Daneben engagierte sich Centmayer im landwirtschaftlichen Bereich, etwa als Bezirksobmann des Bayerischen Bauernverbandes und Mitglied in deren Landesverband und der Landesbauernkammer, als Vorstand der von ihm gegründeten Molkereigenossenschaften Rothenburg, als Vorsitzender des Milchwirtschaftsvereins Franken und des örtlichen Pferdeversicherungsvereins. Ferner war er von 1968 bis 1978 Vorsitzender der Arbeitsgemeinschaft Franken sowie Landes- und stellvertretender Bundesvorsitzender des Vereins der ehemaligen Landwirtschaftsschüler.

## Politik
Centmayers politisches Engagement begann nach dem Zweiten Weltkrieg: Er war Mitbegründer der CSU im Landkreis Rothenburg und von 1946 bis 1966 erster Vorsitzender dieses Kreisverbandes. Ebenfalls 1946 wurde er in den ersten Bayerischen Landtag der Nachkriegszeit gewählt, dem er eine Wahlperiode lang bis 1950 angehörte. Später gehörte er dem Rothenburger Stadtrat (von 1948 bis 1952) und dem Bezirkstag von Mittelfranken (von 1954 bis 1958) an.
Neben Georg Hauck war er einer von nur zwei CSU-Abgeordneten im Landtag, die für die Annahme des Grundgesetzes stimmten.
1949 war er Mitglied der 1. Bundesversammlung, welche Theodor Heuss zum Bundespräsidenten wählte.

## Ehrungen
- 1959: Bayerischer Verdienstorden
- 1969: Bundesverdienstkreuz 1. Klasse